# Pseudopanurgus aethiops
Pseudopanurgus aethiops is een vliesvleugelig insect uit de familie Andrenidae. De wetenschappelijke naam van de soort is voor het eerst geldig gepubliceerd in 1872 door Cresson.